# Nordiske sprog
Nordiske sprog omfatter dansk, svensk, norsk, færøsk og islandsk. Nordiske sprog tilhører den germanske sprogfamilie, der igen tilhører den indoeuropæiske sprogæt.

## Lingvistiske betegnelser
Dannelserne af nutidens nordiske sprog skyldes de sproghistoriske forhold og udviklinger, der adskiller de nordiske sprog fra deres fælles urgermanske modersprog (der udviklede sig til urnordisk). Dette er eksempelvis de urnordiske diftonger der blev trukket sammen på dansk og svensk. Det sees i 'ø' - "et land i havet" - svensk: ö, hvorimod diftongen er bevaret i norsk: øy og islandsk: eyja - i øvrigt også den nu med et engelsk tilhørsforhold -ey endelse, såsom i stednavnet Surtsey.

### Sproghistoriske betegnelser
De første enkeltsprog (de) er gammeldansk og gammelsvensk, bestemt ca. 1100-1550. Før det arbejdes med delvist konstruerede sprogformer i den historiske lingvistik: ca. 800-1100, runedansk, eller olddansk, runesvensk (sv) samt norrønt (Norge, Island og Færøerne for perioden 800-1300); ca. 200-700 urnordisk; ca. 2000 f.Kr. - 200 e.Kr. urgermansk og ca. år. 4000?-2000 f.Kr. indoeuropæisk.
Som sprogbetegnelse forekommer også 'oldnordisk' der i dag må siges at være forældet. Dels anvendtes ordet som synonym til 'norrøn', dels med den betoning at være det fællesnordiske sprog.

### Nutidige betegnelser
Nordiske sprog grupperes i vestnordisk og østnordisk, hvor vestnordisk er norsk, færøsk og islandsk, mens østnordisk er dansk og svensk.
Alligevel vil de fleste dansk- og svensksprogede have lettere ved at forstå norsk end færøsk og islandsk, så man derfor kan tale om ønordisk - færøsk og islandsk - og fastlandsnordisk - østnordiske sprog og norsk - der så også afspejler den sproglige virkelighed som nordisktalende selv oplever.

#### Oversigt over vigtige dialekter
- Historiske dialekter
  - Norn der taltes på Shetlandsøerne og Orkneyøerne indtil 1700-tallet
  - Gammelgutnisk der taltes på Gotland indtil omkring år 1600.
- Vestnordiske sprog
  - 'Rigsnorsk'
    - Bokmål og Nynorsk (og Riksmål)

  - De 4 norske dialektgrupper
    - Nordnorsk, Vestnorsk (nn), Trøndsk (nn), Østlandsk (nn)
- Østnordiske sprog
  - Danske dialekter
    - Jyske
      - Sønderjysk, Vestjysk, Østjysk, Vendelbomål

    - Ømål
      - Langelandsk, Fynsk, Sjællandsk, Lollandsk, Falstersk, Mønsk

    - Østdansk ~ Bornholmsk

  - De 6 svenske dialektgrupper
    - Nordlandsk (sv), Sveamål (sv), Gotlandsk, Østsvensk (sv), Sydsvensk (sv), Götamål (sv)
- Dialekter der krydser sproggrænser
  - Hærjedalsk (sv) - en slags norsk, hører til den syvende svenske dialektgruppe, "Övriga mål"
  - Skånsk - en slags dansk, hører til den sydsvenske dialektgruppe
  - Jæmtlandsk (sv) - svensk dialekt med indslag af trøndsk, hører til den nordlandske dialektgruppe
  - Finlandssvensk
  - Estlandssvensk
- Komplicerede dialekter
  - Elvdalsk - betragtes af nogle lingvister som et sprog
  - Gutnisk - traditionelt gotlandsk, betragtes af nogle lingvister som en konstrueret dialekt, ved sprogforskeren Carl Säve